# Cheiracanthium angulitarse
Cheiracanthium angulitarse är en spindelart som beskrevs av Simon 1878. Cheiracanthium angulitarse ingår i släktet Cheiracanthium och familjen sporrspindlar. Inga underarter finns listade i Catalogue of Life.